# Joseph L. Galloway
Joseph L. Galloway, född 13 november 1941 i Bryan, Texas, död 18 augusti 2021 i Concord, North Carolina, var en amerikansk utrikeskorrespondent och författare.
Galloway skrev boken We Were Soldiers Once And Young. Tillsammans med överstelöjtnant Harold G Moore var han med i slaget vid Ia Drang och träffade bland annat Basil Plumley som var fallskärmssoldat i Normandie och var det i Koreakriget med Hal Moore.